# 1453
1453 је била проста година.

## Догађаји
- Опсада Смедерева (1453) неуспешан покушај Османске војске да заузме престоницу Српске деспотовине, Смедерево. Мехмед II Освајач је лично водио Османску војску која је бројала 20.000 људи, док је град бранило свега 6.000 Срба на челу са Томом Кантакузином.
- Војна крајина успостављена од стране Хабзбуршке Монархије ради заштите граница од османских упада

### Мај
- 29. мај — Османски султан Мехмед II је након дуге опсаде заузео Цариград.

### Јул
- 17. јул — У бици код Кастијона Французи победили Енглезе, што је означило крај Стогодишњег рата.
- 23. јул — Битка код Гавере

## Смрти
- 29. мај — Константин Драгаш, последњи византијски цар (*1404).